# Lebanon (Oklahoma)
Lebanon es un lugar designado por el censo ubicado en el condado de Marshall en el estado estadounidense de Oklahoma. En el Censo de 2010 tenía una población de 303 habitantes y una densidad poblacional de 61,87 personas por km².

## Geografía
Lebanon se encuentra ubicado en las coordenadas 33°58′19″N 96°55′26″O / 33.97194, -96.92389. Según la Oficina del Censo de los Estados Unidos, Lebanon tiene una superficie total de 7.88 km², de la cual 7.87 km² corresponden a tierra firme y (0.1%) 0.01 km² es agua.

## Demografía
Según el censo de 2010, había 303 personas residiendo en Lebanon. La densidad de población era de 61,87 hab./km². De los 303 habitantes, Lebanon estaba compuesto por el 77.89% blancos, el 0% eran afroamericanos, el 10.56% eran amerindios, el 0% eran asiáticos, el 0% eran isleños del Pacífico, el 1.32% eran de otras razas y el 10.23% pertenecían a dos o más razas. Del total de la población el 1.65% eran hispanos o latinos de cualquier raza.